# Marguerite Broquedis
Marguerite Marie Broquedis (pronunciación en francés: /maʁɡ(ə)ʁit bʁɔk(ə)di/; apellidos de matrimonio Billout-Bordes; 17 de abril de 1893 – 23 de abril de 1983) fue una tenista francesa. Tras obtener una medalla de oro  en la categoría de individual fememnino y una de bronce en la de dobles mixtos en los Juegos Olímpicos de Estocolmo 1912, se convirtió en la primera medallista olímpica de Francia.

## Biografía
Broquedis nació en la ciudad de Pau, que pertenece al departamento francés de Pirineos Atlánticos. Se mudó con su familia a París a principios de siglo y comenzó a jugar tenis en dos canchas que formaban parte de la Galería de las Máquinas. Posteriormente se unió al club deportivo Racing Club de France.
Compitió como tenista en los Juegos Olímpicos de Estocolmo 1912, donde ganó una medalla de oro en individuales tras vencer a la alemana Dora Köring por 4–6, 6–3 y 6–4 en la final. En la categoría de dobles mixtos, ganó la medalla de bronce junto a Albert Canet. En 1913 y 1914 ganó el Abierto de Francia, tras superar en la final de 1914 a la jugadora Suzanne Lenglen, que en aquel entonces tenía 15 años de edad. Broquedis, apodada "la diosa", también es conocida por ser la única jugadora que venció a Lenglen en una final de individuales disputada en su totalidad. También participó en los Juegos Olímpicos de París 1924, pero no obtuvo ninguna medalla.
Ganó el título individual en el Campeonato de Tenis Indoor de Francia en seis ocasiones (1910, 1912-13, 1922, 1925 y 1927).
Durante la segunda mitad de la década de 1920 volvió a cosechar éxitos en su carrera tenística, alcanzando las semifinales de individuales en el Campeonato de Wimbledon en 1925, y los cuartos de final en dos ocasiones en el Abierto de Francia (ahora totalmente internacional) en 1925 y 1927. Además, ganó el título de dobles mixtos junto a Jean Borotra en el Torneo de Roland Garros 1927, venciendo a la pareja conformada por la española Lilí Álvarez y el estadounidense Bill Tilden. El corresponsal de tenis Arthur Wallis Myers la calificó como número 9 del mundo en 1925.
Broquedis falleció en Orléans en 1983, a los 90 años.